# (8276) Shigei
(8276) Shigei (1991 FL) – planetoida z pasa głównego asteroid okrążająca Słońce w ciągu 3,7 lat w średniej odległości 2,39 au. Odkryta 17 marca 1991 roku.